# コーアス郡 (ニューハンプシャー州)
コーアス郡（英: Coös County、[ˈkoʊ.ɒs]、通常はCoos Countyと綴られる）は、アメリカ合衆国ニューハンプシャー州北部の郡である。人口は3万1268人（2020年） 。郡庁所在地はランカスターであり、同郡で人口最大の都市はバーリンである。
郡名は2音節の言葉なので分音符号を間に入れて表示されることもあり、特にランカスターが本拠の週刊紙「ザ・コーアス・カウンティ・デモクラット」や、郡が所有する自動車に見られる。郡内には州の観光地2つが入っている。郡の最南部にはホワイト山地地域の一部があり、ワシントン山がある。もう1つはグレートノース森林地帯と呼ばれている。
コーアス郡はその面積で州内最大だが、人口は州内最少である。2000年から2010年の国勢調査の間に人口が減少したことでは、州内唯一の郡である。主要産業は林業と観光業である。かつては製紙業が盛んだったが、急速に衰退した。
コーアス郡はバーリン都市圏に属している。カナダのケベック・シティーからはほぼ真南にあり、ケベック州、すなわちカナダ＝アメリカ合衆国国境に接している州内唯一の郡である。

## 歴史
コーアス郡は1803年12月24日に、グラフトン郡の北部が分離して設立され、バーリンで組織が作られた。ただし、郡庁所在地は後にランカスターに移され、さらにコールブルックも郡庁所在地となった。コーアスという郡名はアルゴンキン語で「小さな松」を意味する言葉から派生している。
アメリカ独立戦争のとき、郡内から大陸軍のためにベデル連隊とウィットコム連隊の2隊を立ち上げた。1783年パリ条約から1835年まで、郡北端の境界線はローワー・カナダ（後のカナダ植民地の一部）との論争の対象となっていた。この地域の住民がインディアン・ストリーム共和国を作って独立したこともあった。
1810年の国勢調査では人口3,991人であり、1870年には15,000人近くになっていたが、この時点の全郡の価値は500万米ドルを下回り、1エーカー当たりの農業生産高は当時のイリノイ州と同じくらいだった。初期の産業は他に林業と製造業があり、1870年には水力で4,450 馬力を生みだしていた。

## 地理
アメリカ合衆国国勢調査局に拠れば、郡域全面積は1,831平方マイル (4,740 km2)であり、このうち陸地1,800平方マイル (4,660 km2)、水域は31平方マイル (80 km2)で水域率は1.70%である。
郡内の山岳地の大半は国有林、原生地、州立公園など公共地域として保存されている。プレジデンシャル山地の名前がある峰々などホワイト山地北部の多くが広がっている。郡内最高峰のワシントン山はアメリカ合衆国北東部でも最高峰である。全長162マイル (259 km) のコホス・トレイルは郡の全長にわたって伸びている。
郡内の主要道は、メイン州境にほぼ並行して走るニューハンプシャー州道16号線と、グレートノース森林地帯を横切る同26号線がある。26号線はバーモント州道102号線が州内で26号線となり、メイン州ポートランドに向かう。アメリカ国道も2本あり、アメリカ国道2号線はランカスターからメイン州オックスフォード郡に向かい、ほぼ郡を南北に二分する。アメリカ国道3号線は南部のキャロルからカナダ国境のピッツバーグに向かい、ケベック州チャーティアビルからケベック州道257号線となる。

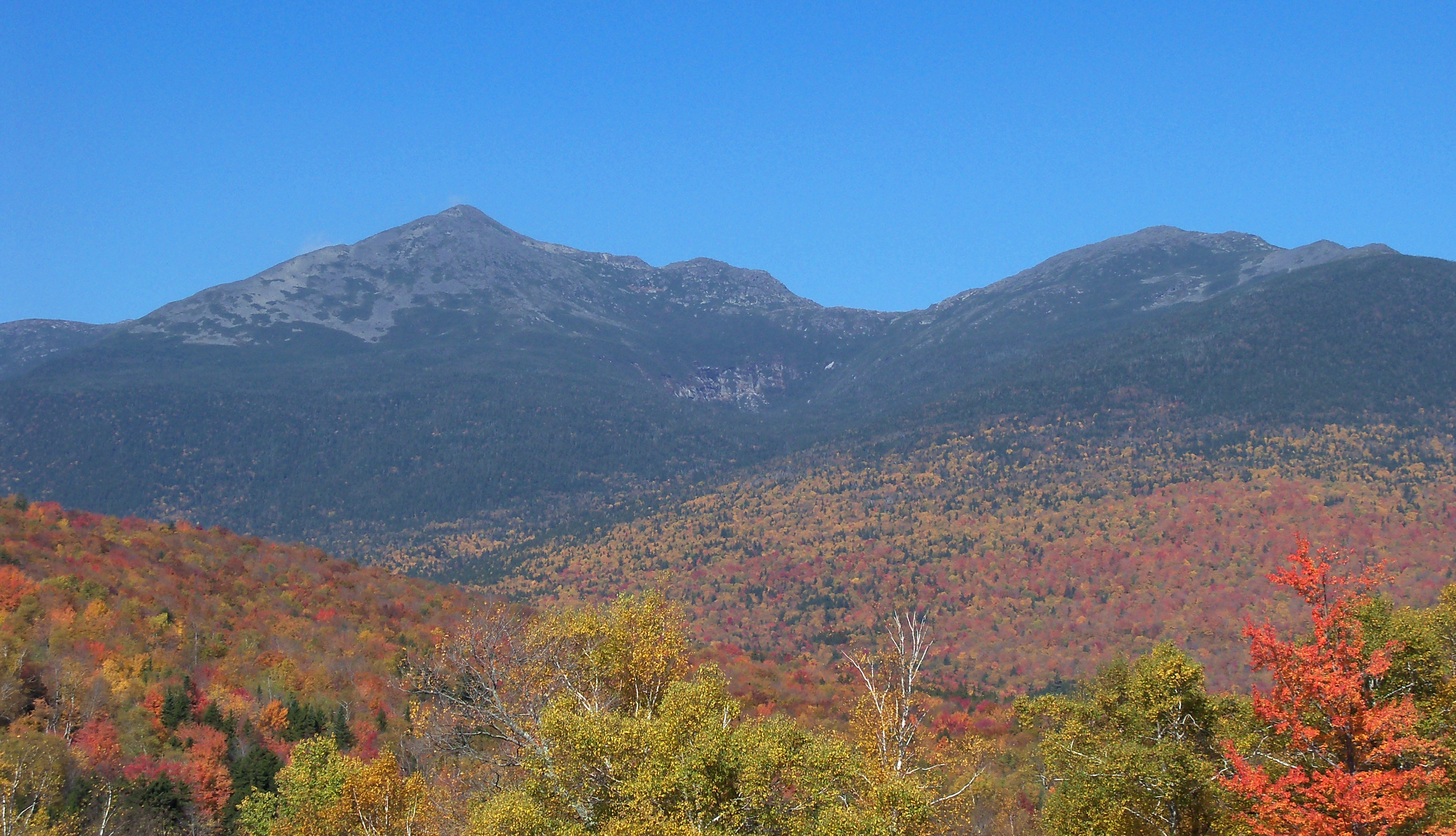
プレジデンシャル山地

### 山岳
- ホワイト山地（ホワイト山国立の森内）
  - プレジデンシャル山地

### 隣接する郡
- オックスフォード郡 (メイン州) - 東
- キャロル郡 - 南東
- グラフトン郡 - 南西
- エセックス郡 (バーモント州) - 西
- カナダ・ケベック州コーティクック郡 - 北
- カナダ・ケベック州オー・サンフランソワ郡 - 北
- カナダ・ケベック州ル・グラニット郡 - 北

### 国立保護地域
- アンバゴグ国立野生生物保護区（部分）
- シルビオ・O・コント国立野生生物魚類保護区（部分）
- ホワイト山国立の森（部分）

## 人口動態
以下は2000年国勢調査による人口統計データである。
| 基礎データ - 人口: 33,111 人 - 世帯数: 13,961 世帯 - 家族数: 9,158 家族 - 人口密度: 7人/km2（18人/mi2） - 住居数: 19,623 軒 - 住居密度: 4軒/km2（11軒/mi2） 人種別人口構成 - 白人: 98.05% - アフリカン・アメリカン: 0.12% - ネイティブ・アメリカン: 0.28% - アジア人: 0.37% - 太平洋諸島系: 0.02% - その他の人種: 0.16% - 混血: 1.00% - ヒスパニック・ラテン系: 0.61% 先祖による構成 - フランス系：23.5% - フランス系カナダ人：19.8% - イギリス系：14.2% - アイルランド系：10.2% - アメリカ人：10.0% 言語による構成 - フランス語：16.17% 年齢別人口構成 - 18歳未満: 22.8% - 18-24歳: 6.3% - 25-44歳: 26.7% - 45-64歳: 25.7% - 65歳以上: 18.5% - 年齢の中央値: 42歳 - 性比（女性100人あたり男性の人口） - 総人口: 95.6 - 18歳以上: 92.6 | 世帯と家族（対世帯数） - 18歳未満の子供がいる: 28.1% - 結婚・同居している夫婦: 52.3% - 未婚・離婚・死別女性が世帯主: 8.8% - 非家族世帯: 34.4% - 単身世帯: 28.8% - 65歳以上の老人1人暮らし: 14.1% - 平均構成人数 - 世帯: 2.33人 - 家族: 2.82人 収入と家計 - 収入の中央値 - 世帯: 33,593米ドル - 家族: 40,654米ドル - 性別 - 男性: 32,152米ドル - 女性: 21,088米ドル - 人口1人あたり収入: 17,218米ドル - 貧困線以下 - 対人口: 10.0% - 対家族数: 6.8% - 18歳未満: 10.7% - 65歳以上: 12.5% |

## 政治
| 年     | 民主党      | 共和党      |
| ------ | ----------- | ----------- |
| 2012年 | 57.9% 9,095 | 40.4% 6,342 |
| 2008年 | 58.3% 9,532 | 40.1% 6,558 |
| 2004年 | 50.7% 8,585 | 48.1% 8,143 |
| 2000年 | 45.0% 6,570 | 50.2% 7,329 |

## 都市と町

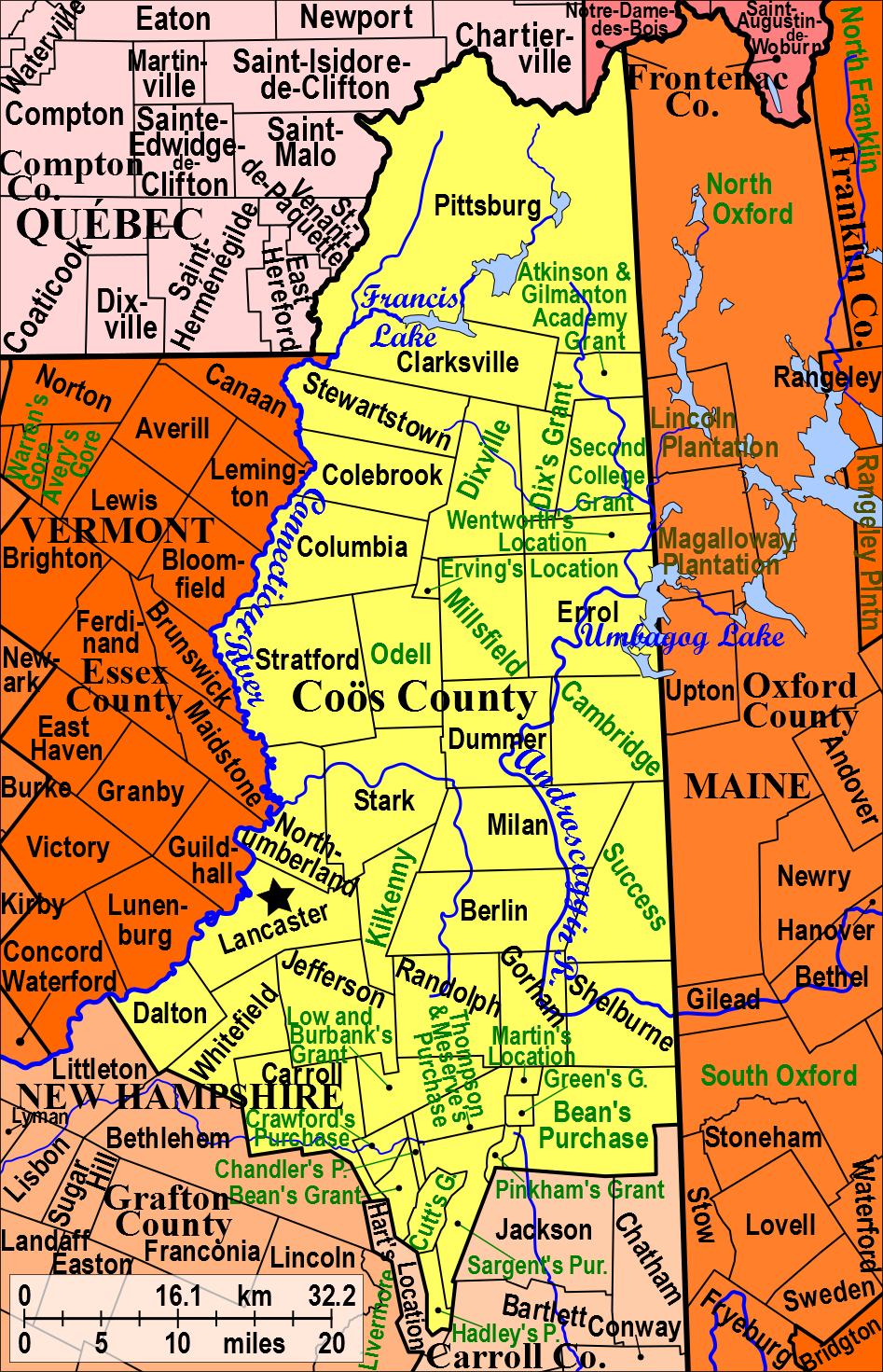
コーアス郡の区分図、市と町（黒字）はその記録を保管し、未編入領域（緑字）は記録を保管していない

市
- バーリン

町

| - ランカスター - 郡庁所在地 - キャロル - ブレトンウッズ村 - ツインマウンテン村 - クラークスビル - コールブルック - コロンビア - ダルトン - ダマー - エロル - ゴーラム - カスケイド村 - ジェファーソン | - ミラン - ノーサンバーランド - グローブトン（国勢調査指定地域） - ピッツバーグ - ランドルフ - シェルバーン - スターク - スチュワーツタウン - ウェストスチュワーツタウン村（国勢調査指定地域） - ストラットフォード - ノースストラットフォード村 - ホワイトフィールド |

未編入領域
ニューハンプシャー州では、ロケーション、グラント、タウンシップ、パーチェイスが未編入領域である。町や市に属していない。自治権はあるとしても限られている。

| - アトキンソン & ギルマントン・アカデミー・グラント - ビーンズ・グラント - ビーンズ・パーチェイス - ケンブリッジ - チャンドラーズ・パーチェイス - クロウフォーズ・パーチェイス - カッツ・グラント - ディックス・グラント - ディックスビル - ディックスビルノッチ村、大統領予備選挙の票が最初に投じられることで知られる - アービングス・ロケーション - グリーンズ・グラント | - ハドリーズ・パーチェイス - キルクニー - ロー・アンド・バーバンクス・グラント - マーティンズ・ロケーション - ミルズフィールド - オーデル - ピンカムズ・グラント - サージェンツ・パーチェイス、ワシントン山とタッカーマン渓谷がある - セコンドカレッジ・グラント - サクセス - トンプソン・アンド・ミザーブス・パーチェイス - ウェトワース・ロケーション |

## メディア

### 新聞
- 「ザ・コールブルック・クロニクル」The Colebrook Chronicle - 毎週金曜日に発行される週刊紙、コールブルック、発行部数6,000部、毎週ウェブサイトも更新
- 「ザ・コーアス・カウンティ・デモクラット」The Coös County Democrat - 毎週水曜日に発行される週刊紙、ランカスター
- 「ザ・ニューズ・アンド・センティネル」The News and Sentinel - 週刊紙、コールブルック
- 「ザ・バーリン・デイリー・サン」The Berlin Daily Sun
- 「ザー・バーリン・レポーター」The Berlin Reporter - 毎週水曜日に発行される週刊紙、バーリン
- 「グレート・ノースウッド・ジャーナル」Great Northwoods Journal - 週刊紙、ランカスター、発行部数8,900部

### ラジオとテレビ
ラジオ局はAM局が3局、FM局が8局あり、公共ラジオなどが放送されている。テレビはピッツバーグに1局（ニューハンプシャー州公共テレビ）、バーリンに1局（ABC系列）がある。ケーブルテレビも数局ある。

## 大衆文化の中で
隣接するグラフトン郡フランコニアに住んだことのある詩人ロバート・フロストが、『コーアスの魔女』という詩を書いた。
ジョン・アーヴィングの小説『あの川のほとりで』（Last Night in Twisted River）の舞台はコーアス郡である。ツイステッドリバーは郡内の製材町である。